# رفيق العظم
رفيق بن محمود بن خليل العظم (1284 - 1343 هـ / 1867 - 1925 م) هو عالم وكاتب من أهل دمشق.
ولد في دمشق، ونشأ نشأة أبناء الأعيان الذين يهيئون أنفسهم للدخول في خدمة الحكومة، واتصل بعالمين عظيمين: طاهر الجزائري وسليم البخاري فأخذ عنهما ماستنار به عقله وخرجه للنزول في مضمار الجهاد لبث الأفكار الصحيحة وإنكار الظلم، وتوفي في القاهرة. من أشهر آثاره: «أشهر مشاهير الإسلام في الحروب والسياسة».